# 冷水浴室

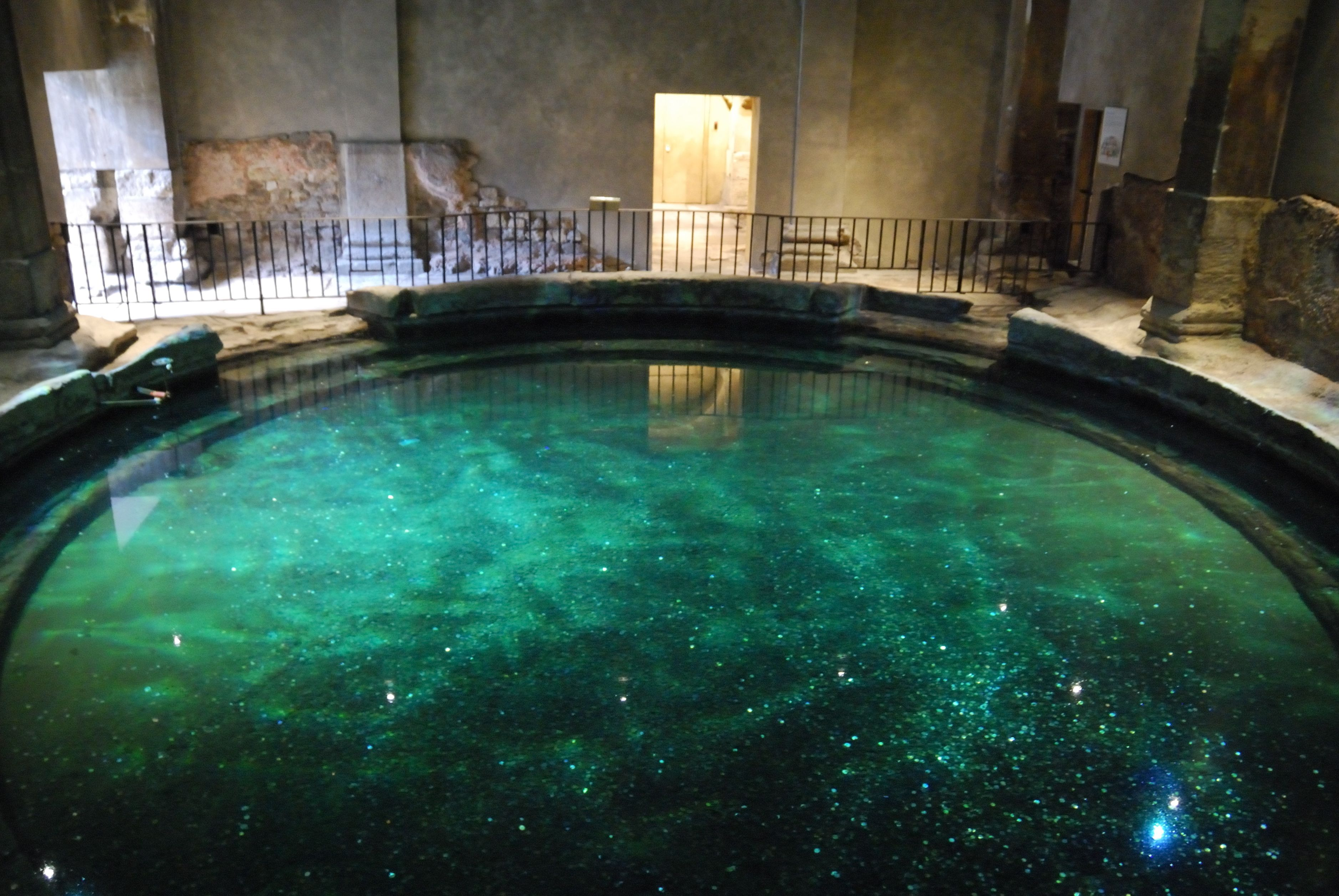
巴斯羅馬浴場的冷水浴室

冷水浴室（frigidarium）是古羅馬浴場的部分之一，通常在熱水浴室和溫水浴室之後入浴，以打開毛孔。冷水浴池大多位於浴場的北側。最大的冷水浴池位於羅馬。卡拉卡拉浴場的冷水浴室尺寸達58 x 24 公尺。